# Taternictwo

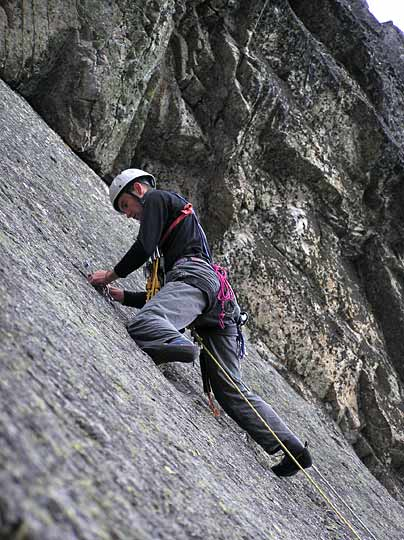
Wspinacz w połogich płytach południowej ściany Zamarłej Turni

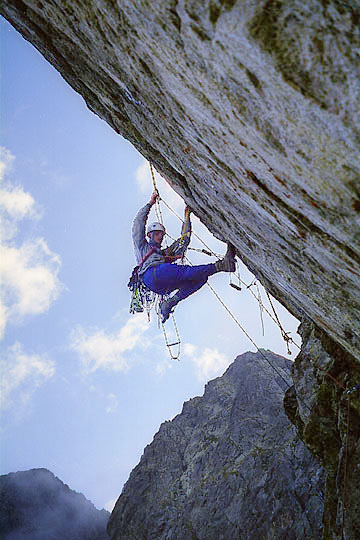
Wspinaczka hakowa na wschodniej ścianie Kościelca

Taternictwo – wspinaczka uprawiana w Tatrach. Niegdyś termin ten oznaczał każdą działalność w Tatrach polegającą na wchodzeniu na ich szczyty. Obecnie obejmuje on wyłącznie wspinaczkę górską, prowadzoną poza wyznaczonymi szlakami turystycznymi. Termin powstał w podobny sposób jak alpinizm (który dziś często jest równoznaczny ze wspinaczką górską), himalaizm czy andynizm.
Osoba uprawiająca taternictwo to taternik. Tym terminem określa się wyłącznie osoby, które zajmują się zaawansowaną wspinaczką górską.

## Specyfika
Niewielkie rozmiary gór, gęsta sieć szlaków i schronisk ułatwiają wspinaczkę w Tatrach. Natomiast częsta zła pogoda i stosunkowo duża kruszyzna ją utrudniają.
Specyficzną cechą Tatr, z którą muszą sobie radzić wspinacze, jest obecność traw w ścianach nawet najwyższych wierzchołków. Latem utrudniająca, zimą jest znacznym ułatwieniem – wspinanie w trawach przypomina nieco wspinaczkę w lodzie. Istnieją drogi przebiegające prawie w całości w trawach, w szczególności w Tatrach Zachodnich.

## Stan prawny po polskiej stronie Tatr
Taternictwo jest objęte w Polsce dość restrykcyjnymi regułami, uzasadnianymi potrzebą ochrony przyrody. W rejonach dopuszczonych do wspinania wspinacze mają prawo do podejścia pod ścianę najkrótszą drogą od najbliższego znakowanego szlaku i tak samo do zejścia ze szczytu do szlaku. Zdecydowana większość terenów udostępnionych do wspinania znajduje się na terenie Tatr Wysokich, w obrębie Doliny Gąsienicowej, Doliny Pięciu Stawów Polskich i Doliny Rybiego Potoku. Szczegółowy spis znajduje się na stronie internetowej Tatrzańskiego Parku Narodowego.
Przemieszczać się wolno w obrębie grani i jej ścian: w Dolinie Gąsienicowej pomiędzy Świnicką Przełęczą a Żółtą Przełęczą wraz z boczną granią Kościelców na północ od Karbu (nie są jednak udostępnione wschodnie ściany Grani Fajek, ponieważ opadają one do Doliny Pańszczycy) – można w ten sposób zdobyć różnymi drogami między innymi Świnicę, Kozi Wierch, Granaty, Kościelec, Zadni Kościelec, Wierch pod Fajki. W Dolinie Pięciu Stawów Polskich od Zawratu do Małej Buczynowej Przełączki, a ponadto na odcinku Świnica – Zawrat pomiędzy granią a czerwonym szlakiem turystycznym łączącym te dwa obiekty – można w ten sposób zdobyć różnymi drogami między innymi Niebieską Turnię, Zamarłą Turnię, Kozi Wierch, Granaty, Wielką Buczynową Turnię. W Dolinie Rybiego Potoku pomiędzy Wrotami Chałubińskiego a Białczańską Przełęczą wraz z boczną granią Mnicha – można w ten sposób zdobyć różnymi drogami między innymi Mnicha, Zadniego Mnicha, Cubrynę, Mięguszowieckie Szczyty, Żabiego Konia, Rysy, Niżnie Rysy, Żabi Szczyt Wyżni. W Tatrach Zachodnich dopuszczone do wspinaczki są: skała Między Ściany w Dolinie Lejowej oraz żleb Jaroniec. Zimą niekiedy udostępniana jest także skałka Wapiennik w pobliżu schroniska Murowaniec.
Nie obowiązuje wymóg posiadania odpowiednich uprawnień wspinaczkowych lub członkostwa w klubie zrzeszonym w UIAA. Wspinacz nie musi też posiadać karty taternika. Obowiązkiem taternika jest natomiast zamieszczenie przed wyjściem na trasę wspinaczkową wpisu w Książce Wyjść Taternickich. Takie książki znajdują się w schroniskach w Dolinie Pięciu Stawów Polskich, na Hali Gąsienicowej i nad Morskim Okiem oraz w COS PZA „Betlejemka” i na stacji kolejki na Kasprowym Wierchu. Wymóg ten nie dotyczy wspinaczki w dozwolonych miejscach w Tatrach Zachodnich.

## Stan prawny po słowackiej stronie Tatr
Kwestie taternictwa po słowackiej stronie Tatr regulują przepisy TANAP-u, zgodnie z którymi wspinaczkę mogą uprawiać członkowie klubu wspinaczkowego (na żądanie strażników Parku wymagane jest okazanie legitymacji). Wspinaczka nie może się odbywać drogami w obszarach wskazanych jako niedozwolone. Zasadniczo taternicy mogą schodzić z wytyczonych szlaków turystycznych, podchodząc pod drogę wspinaczkową o trudności co najmniej II stopnia (według tatrzańskiej skali trudności), wiodącą na szczyt lub po grani. Biwakowanie na terenie Parku jest niedozwolone. TANAP nakłada też wymóg wpisywania się przez taterników do księgi wyjść w hotelach lub na kempingach.